# Raión de Kruhlaye
Kruhlaye (en bielorruso: Круглянскі раён) es un raión o distrito de Bielorrusia, en la provincia (óblast) de Maguilov. 
Comprende una superficie de 882 km².

## Demografía
Según estimación 2010 contaba con una población total de 15761 habitantes.